# Trinca (revista)
Trinca va ser una revista de còmics publicada a Espanya per Ediciones Doncel entre els anys 1970 i 1973. Va constar de 65 exemplars, incloent un d'extraordinari i un almanac. Els seus directors van ser Isidoro Carvajal Baños (núms. 1-37) i Antonio Casado Alonso (núms. 41-65).

## Trajectòria editorial
Trinca va ser promoguda pel Frente de Juventudes, però era bastant neutral des del punt de vista polític. La seva qualitat d'impressió era molt superior a la mitjana de les revistes espanyoles del seu temps, marcada pel descurat estil de producció de Bruguera. El seu elevat preu, cinc vegades el de publicacions de llavors, la periodicitat quinzenal i una certa feblesa en les històries, no va permetre un major desenvolupament d'aquest important projecte editorial. L'exemple de la revista francesa Pilote va estar en la ment dels seus promotors.
El seu primer exemplar va aparèixer el novembre del 1970 i l'últim, el juliol del 1973. Trinca va difondre el treball de nombrosos creadors espanyols fins llavors poc coneguts, servint a més de camp de proves per a nous valors, com Alfonso Azpiri. Tot això la converteix en una revista fonamental per a la història del còmic espanyol.